# 10.001 Destinos ao Vivo
10.001 Destinos: Ao Vivo é uma coletânea musical da banda de rock brasileira Engenheiros do Hawaii, lançado em 2001. Consiste numa reedição em formato duplo do álbum ao vivo 10.000 Destinos, lançado no ano anterior, acrescido de sete faixas adicionais, gravadas em estúdio pela nova formação dos Engenheiros. 10.001 Destinos: Ao Vivo é, até agora, o único lançamento oficial da banda no formato duplo cujo sucesso na época foi a faixa Novos Horizontes.
O disco 1 conta com as faixas ao vivo gravadas na antiga casa de shows paulistana Palace (atual Citibank Hall de São Paulo) nos dias 24 e 25 de Março de 2000, trazendo desde antigos sucessos, como Ouça o Que Eu Digo, Não Ouça Ninguém, Infinita Highway e Terra de Gigantes até canções recentes como A Montanha e A Promessa.
O disco 2, além das faixas de estúdio de 10.000 Destinos, traz sete regravações de estúdio, com a nova formação da banda, que trazia o guitarrista Paulinho Galvão, o baixista Bernardo Fonseca e o baterista Gláucio Ayala, além de marcar a volta de Gessinger à guitarra, após 14 anos como baixista. As canções regravadas fazem parte dos discos ¡Tchau Radar!, Simples de Coração e Ouça o que Eu Digo: Não Ouça Ninguém e até do próprio álbum anterior, 10.000 Destinos, além da regravação de duas músicas do repertório do álbum Humberto Gessinger Trio.

## Faixas
Todas músicas compostas por Humberto Gessinger exceto onde estiver indicado.

### CD 1
1. A Montanha
2. Infinita Highway
3. A Promessa
4. Ninguém = Ninguém
5. Parabólica (Humberto Gessinger, Augusto Licks)
6. Toda Forma de Poder
7. Refrão de Bolero
8. Somos Quem Podemos Ser
9. Pra Ser Sincero (Humberto Gessinger, Augusto Licks)
10. Piano Bar
11. Ilex Paraguariensis/Alívio Imediato
12. Terra de Gigantes
13. Era Um Garoto, que como Eu Amava os Beatles e os Rolling Stones (Luisini; Migliacci/Versão de Brancato Junior)
14. Ouça o Que Eu Digo, Não Ouça Ninguém
15. O Papa é Pop/Cruzada (Tavinho Moura, Márcio Borges)

### CD 2
1. Números
2. Rádio Pirata (Paulo Ricardo/Luiz Schiavon)
3. Novos Horizontes
4. Quando o Carnaval Chegar (Chico Buarque)
5. Sem Você (¡É foda!)
6. Freud Flinstone
7. Eu que Não Amo Você
8. A Perigo
9. Nunca se Sabe
10. Novos Horizontes
11. Concreto e Asfalto

## Músicos

### CD 1 e Faixas 1 a 4 do CD 2
- Humberto Gessinger: Voz, baixo e violão
- Luciano Granja: Guitarra e violão
- Lucio Dorfman: Teclados
- Adal Fonseca: Bateria

### Faixas 5 a 11 do CD 2
- Humberto Gessinger: Voz e guitarra
- Paulinho Galvão: Guitarra
- Bernardo Fonseca: Baixo
- Gláucio Ayala: Bateria